# کاکر
کاکَر (به زبان پشتو: کاکړ) یک قبیله غرغشتی پشتون هستند که در افغانستان، بخش‌هایی از ایران و شمال بلوچستان در پاکستان ساکن هستند.

## ریشه‌ها
کاکرها از نوادگان دانی هستند که پسر غرغشت بود. غرغشت پسر قیس عبدالرشید بود که در داستان‌ها «بنیانگذار پشتون‌ها» و از نوادگان افغانه (یا آوگانه)، جد افسانه‌ای افغان‌ها و پشتون‌های امروزی دانسته می‌شود. کاکر، نام روستایی در اتک نیز هست.
در ولایت هرات، کاکرها گاهی کاک نامیده می‌شوند. از نظر تاریخی، این طایفه کاکر نامیده شده است، اما ممکن است به آن کاک-کور (به معنای خانواده کاک) نیز گفته شده باشد. آرامگاه کاکر در مقابل دروازه مسجد جامع هرات در مرکز هرات است. برخی از مورخان استدلال می‌کنند که کاکر ابتدا در کوهستان ولایت کاپیسا دفن شد، اما غیاث‌الدین غوری جسد را برای دفن مجدد در مسجدی در شهر هرات آورد.

## پیشینه

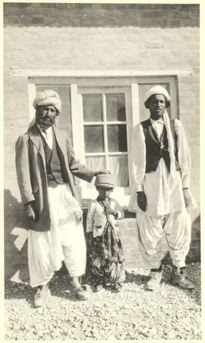
عکسی از کاکرها، گرفته‌شده توسط گئورگ مورگنستیرنه. ۱۹۲۹

تا قرن پانزدهم، کاکرها به همراه تاجیک‌ها، بلوچ‌ها و پارسیوان‌ها عمدتاً در منطقه قندهار زندگی می‌کردند و به دلیل موقعیت غالب پشتون‌های درانی و غلجی در منطقه قندهار در طول و حدود قرن چهاردهم، تاجیک‌ها، مردمان هزاره، کاکرها و بلوچ‌ها دارایی‌های قبلی خود را از دست دادند و مجبور شدند به جنگ‌سالاران از هر دو بخش قبیله‌ای ابدالی یا غلجایی مالیات یا درآمد بپردازند. در نهایت، برخی از این مردم بومی جذب شدند و بخشی از اتحادیه مسلط پشتون شدند، در حالی که برخی دیگر به غرب یا شمال افغانستان نقل مکان کردند.
پیش از تقسیم هند، اعضای هندوی قبیله کاکر، معروف به شین خلأیی، در مناطق قلعه عبدالله و قلعه سیف‌الله، کویته، لورالائی و میختر در بلوچستان امروزی پاکستان، ساکن بودند. کاکرها همچنین در کنار طوایف همسایه خود از قوم بلوچ در مقاومت ضد استعماری علیه ارتش هند بریتانیا شرکت کردند.
پس از سال ۱۹۴۷، آنها به اونیارا در راجستان و سایر نقاط هند بریتانیا مهاجرت کردند.

## افراد سرشناس
- نواب عیاض جوگیزی، سیاستمدار پاکستانی
- صادق فطرت ناشناس، خواننده افغان
- فیض‌الله کاکر، اپیدمیولوژیست افغان و رهبر عمومی
- قادرخان، بازیگر هندی
- دادالله فرمانده ارشد طالبان افغان
- منصور دادالله، فرمانده ارشد طالبان افغان
- محمد فاضل معاون وزیر دفاع طالبان افغان
- محمد سرور خان کاکر، سناتور پاکستانی بود
- حفیظ سحر، سردبیر روزنامه ملی افغانستان (دهه ۱۹۷۰)، محقق فولبرایت، استاد روزنامه‌نگاری و ارتباطات جمعی در افغانستان و ایالات متحده آمریکا.
- محمد ربانی، رئیس‌الوزرای افغانستان تحت رژیم طالبان.
- عبدالوحید کاکر، رئیس ستاد ارتش پاکستان (۱۹۹۶–۱۹۹۳)[۱]
- عبدالرب نیشتر، عضو لیگ مسلمانان، فعال جنبش پاکستان و سیاستمدار.
- صفوت غیور، فرمانده پاسبانی مرزی پاکستان
- پوهاند عبدالحی حبیبی مورخ و نویسنده‌ی مشهور افغانستان
- اویس احمد غنی، فرماندار خیبر پختونخوا، پاکستان. فرماندار بلوچستان، پاکستان، تحریک انصاف پاکستان (عضو مؤسس)
- فریبا احمدی کاکر، سیاستمدار خانم افغان
- روزی خان کاکر، سناتور پاکستانی از کویته
- عثمان کاکر، سیاستمدار پاکستانی و سناتور از مُسلم‌باغ
- ارفع صدیق کاکر، سیاستمدار پاکستانی و فعال حقوق بشر پشتون از مسلم‌باغ